# Imbecilla igneusa
Imbecilla igneusa är en insektsart som beskrevs av Irena Dworakowska 1970. Imbecilla igneusa ingår i släktet Imbecilla och familjen dvärgstritar. Inga underarter finns listade i Catalogue of Life.